# مانترولا آینارا
مانترولا آینارا (انگلیسی: Ainara Manterola؛ زادهٔ ۱۹ ژوئن ۱۹۹۵) بازیکن فوتبال اهل اسپانیا است.
از باشگاه‌هایی که در آن بازی کرده‌است می‌توان به باشگاه فوتبال زنان رئال سوسیداد اشاره کرد.
وی همچنین در تیم ملی فوتبال زنان اسپانیا بازی کرده‌است.